# Vlag van Amstel- en Gooiland

Vlag van Amstel- en Gooiland
(1982-1997)

De vlag van Amstel- en Gooiland is op december 1982 vastgesteld als de waterschapsvlag van de Nederlandse Zuiveringsschap Amstel- en Gooiland.
De vlag is gebaseerd op het logo van het waterschap en op het logo van de Unie van Waterschappen, en is bedoeld om de functie ervan te verbeelden: waterzuivering. De vlag is ontworpen door het reclamebureau.
Opmerking: het Zuiveringsschap Amstel- en Gooiland van Gent voerde geen wapen.
Vanaf 1997 is de vlag niet langer als de vlag van deze waterschap in gebruik omdat het Zuiveringsschap Amstel- en Gooiland in het nieuwe waterschap Amstel, Gooi en Vecht op is gegaan.
Aa en Maas · Amstel, Gooi en Vecht · Brabantse Delta · Delfland · De Dommel · Drents Overijsselse Delta · Fryslân · Hollands Noorderkwartier · Hollandse Delta · Hunze en Aa's · Limburg · Noorderzijlvest · Rijn en IJssel · Rijnland · Rivierenland · Scheldestromen · Schieland en de Krimpenerwaard · De Stichtse Rijnlanden · Vallei en Veluwe · Vechtstromen · Zuiderzeeland
Voormalige waterschappen: 
De Aa · De Aarlanden · Alblasserwaard en de Vijfheerenlanden · De Alm · Amelander Grieën · Amstel- en Gooiland · Amstelland · Boarn en Klif · De Bovenvecht · Drentse Aa · Duurswold · Eemszijlvest · Goeree-Overflakkee · Gouwelanden · Groot Maas en Waal · Groot-Haarlemmermeer · Groot-Waterschap van Woerden · Groote Waard · Haarlemmermeerpolder · Hulster Ambacht · IJsselmonde · Krimpenerwaard · Land van Heusden en Altena · Het Lange Rond · Lauwerswâlden · Leidse Rijn · Linge · De Maaskant · Het Maasterras · Mark en Dintel · Marne-Middelsee · Meer en Woude · De Middelsékrite · De Nederwaard · Noord-Beveland · Noord- en Zuid-Beveland · Noord-Limburg · Noord-Veluwe · Noordhollands Noorderkwartier · Noordoostpolder · Noordwoude · Oldambt · Oude IJssel · De Overwaard · De Proosdijlanden · Purmer · Regge en Dinkel · De Runde · Salland · Schermer · Schieland · De Schipbeek · Schouwen-Duiveland · Sevenwolden · De Stellingwerven · Tholen · Tusken Waed en Ie · Uitwaterende Sluizen in Kennemerland en West-Friesland · De Vechtlanden · De Vier Noorder Koggen · Het Vrije van Sluis · De Waadkant · Walcheren · Waterland · De Waterlanden · Westergo's IJsselmeerdijken · Westerkwartier · Westfriesland · Wilck en Wiericke · Wilhelminapolder · Zuiveringschap Limburg